# Astyposanthes
Astyposanthes là một chi thực vật có hoa trong họ Đậu.